# اوزیلیا
اوزیلیا (به ایتالیایی: Osiglia) یک کومونه در ایتالیا است که در استان ساونا واقع شده‌است. اوزیلیا ۲۹٫۲ کیلومتر مربع مساحت و ۴۵۷ نفر جمعیت دارد.